# (1824) Haworth
(1824) Haworth – planetoida z pasa głównego planetoid okrążająca Słońce w ciągu 4 lat i 332 dni w średniej odległości 2,89 au Została odkryta 30 marca 1952 roku w Goethe Link Observatory (Indiana Asteroid Program) w Brooklynie w stanie Indiana. Nazwa planetoidy pochodzi od Lelanda Hawortha (1904-1979), amerykańskiego fizyka. Przed jej nadaniem planetoida nosiła oznaczenie tymczasowe (1824) 1952 FM.